# Пелопоннес (периферія)
Пелопонне́с (грец. Πελοπόννησος) — периферія сучасної Греції, розташована на однойменному півострові. Площа 15 490 км².
За адміністративним поділом 1997 року, включала номи: Арголіда, Аркадія, Коринфія, Лаконія, Мессенія, які від 1 січня 2011 року являють собою децентралізовані периферійні одиниці.